# La Bazoche-Gouët
La Bazoche-Gouët – miejscowość i gmina we Francji, w Regionie Centralnym, w departamencie Eure-et-Loir.
Według danych na rok 1990 gminę zamieszkiwało 1281 osób, a gęstość zaludnienia wynosiła 34 osoby/km² (wśród 1842 gmin Regionu Centralnego La Bazoche-Gouët plasuje się na 308. miejscu pod względem liczby ludności, natomiast pod względem powierzchni na miejscu 201.).